# Rocher des Doms
Der Rocher des Doms ist ein Felsvorsprung am linken Ufer der Rhone, der als Schutz für die Gründung und Entwicklung der Stadt Avignon gedient hat. Er wurde als öffentlicher Garten eingerichtet.

## Geschichte
Ein nordafrikanischer Historiker aus dem 17. Jahrhundert veröffentlichte eine alte Chronik, die ins Jahr 725 datiert werden kann, und zeigt, dass sich das Stadtgebiet von Avignon zu dieser Zeit auf den Rocher des Doms beschränkt hat.

## Statuen imJardin des Doms

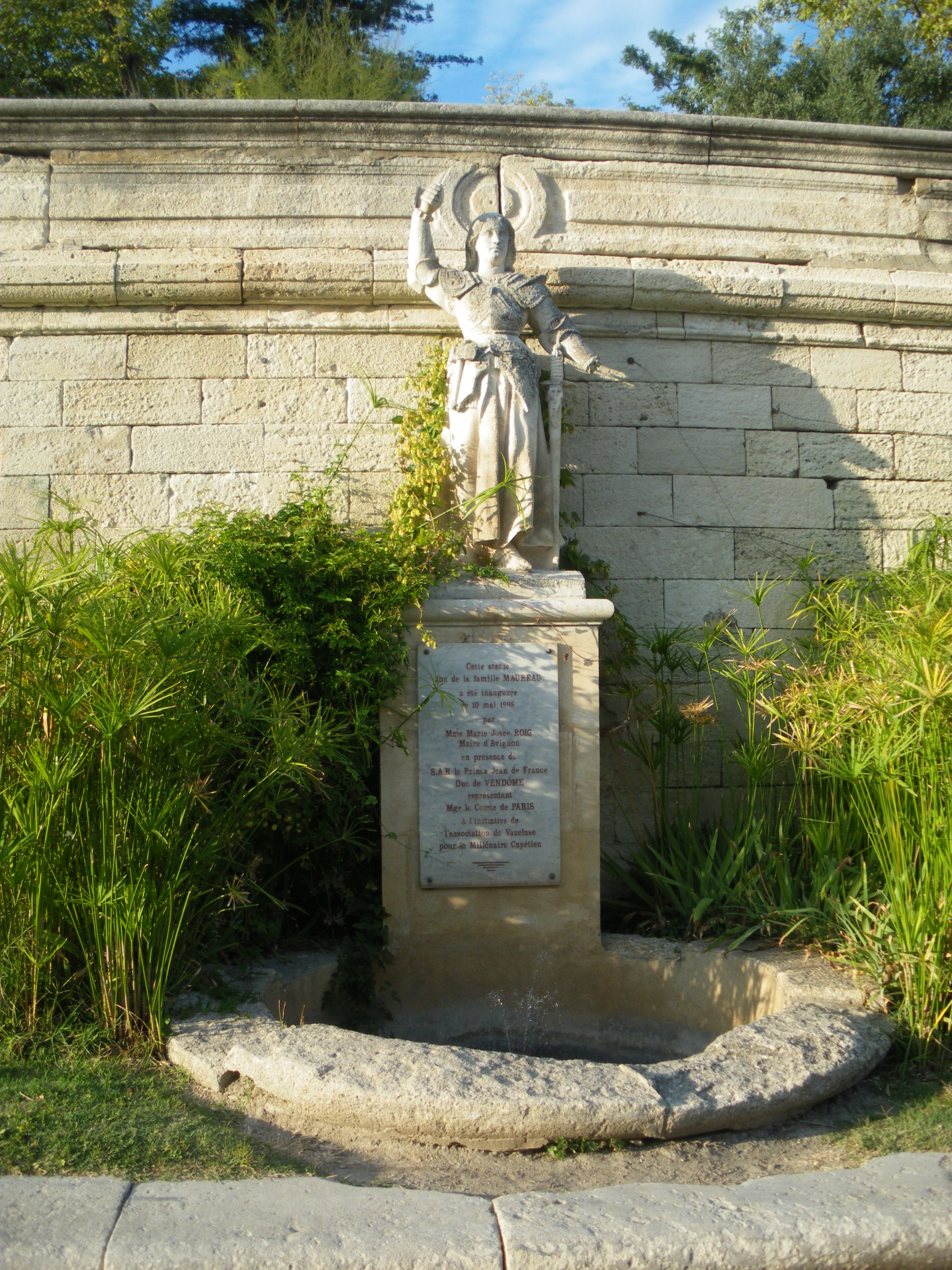
Kapetingisches Millennium
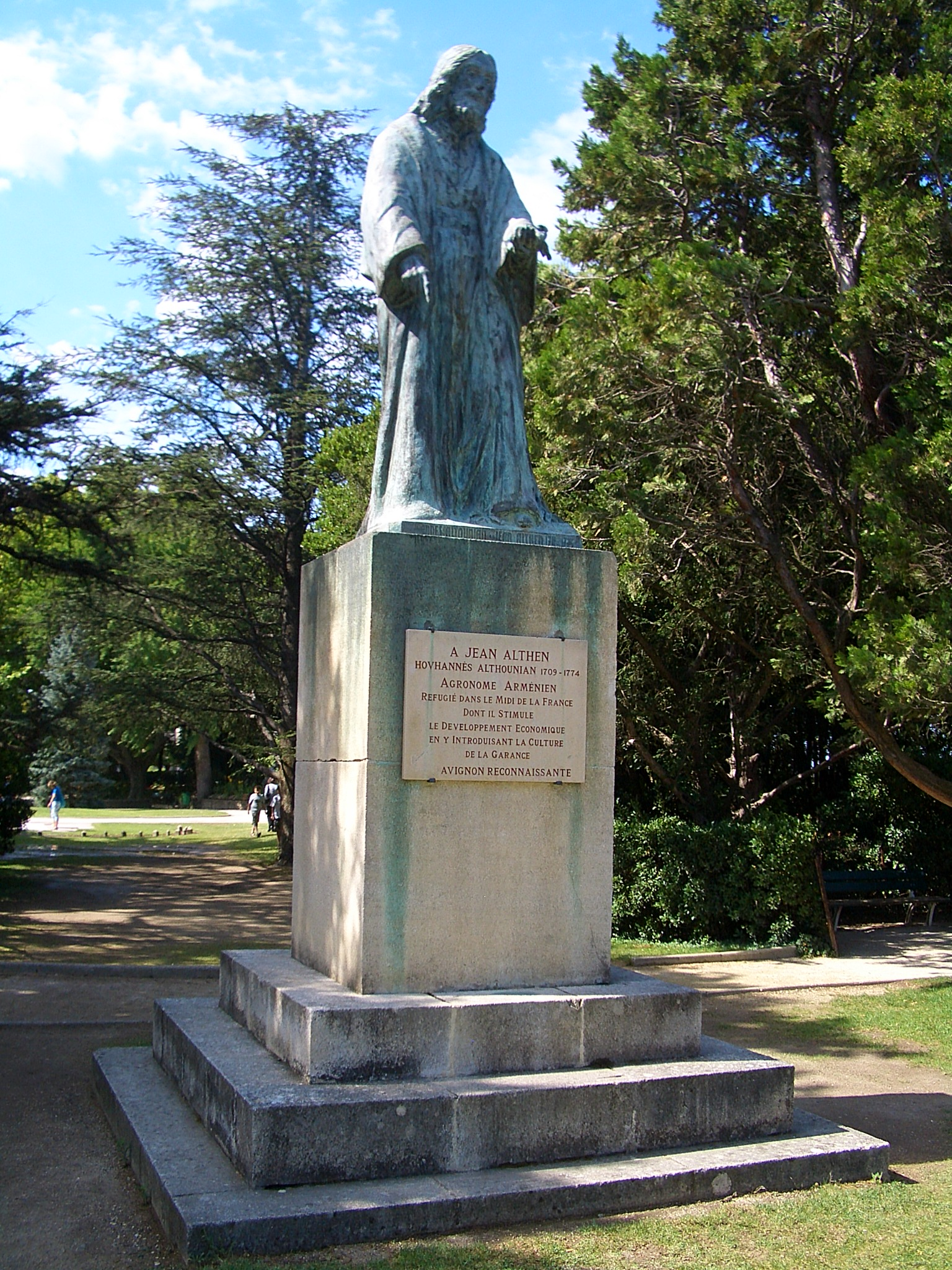
Jean Althen
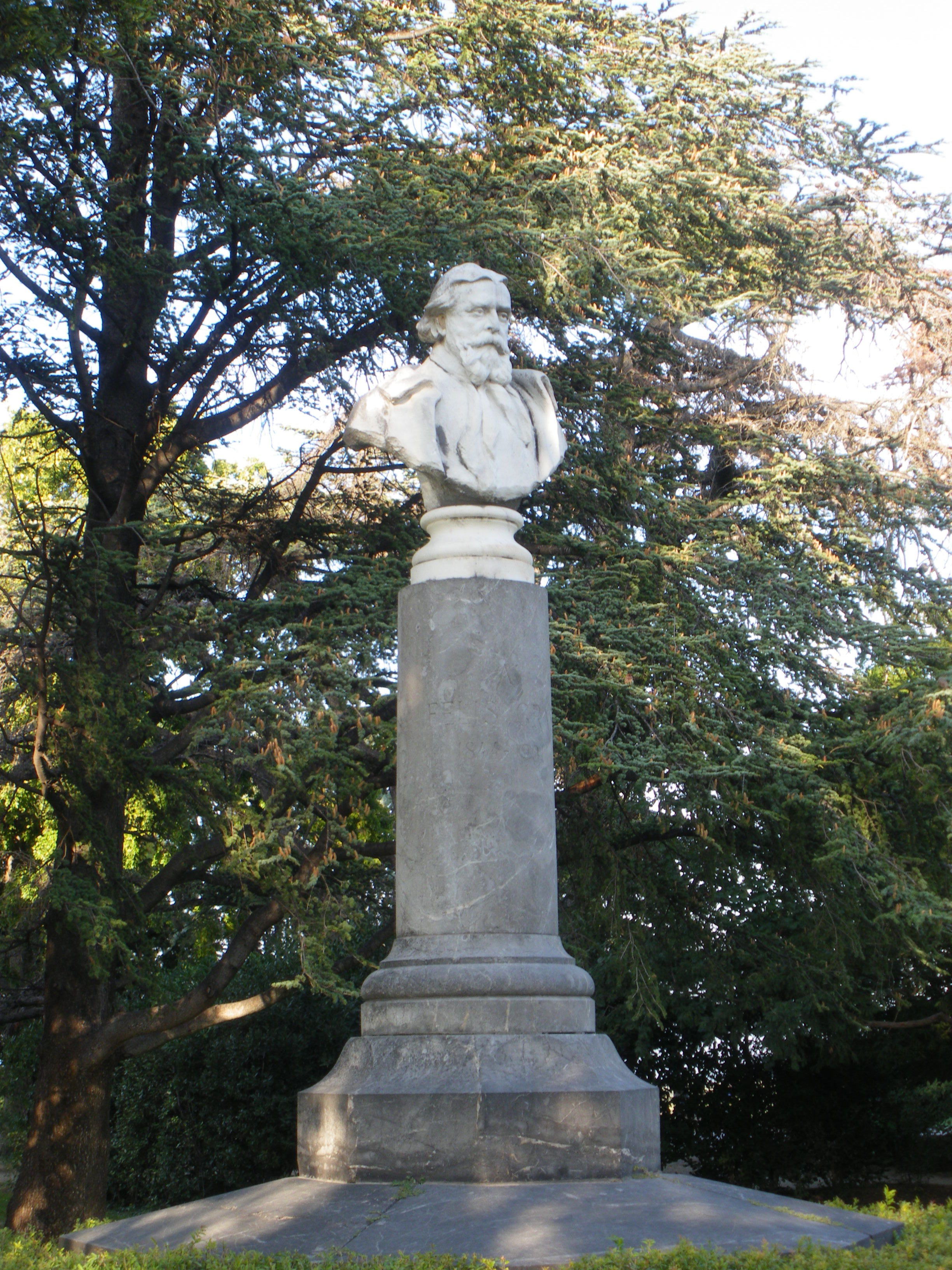
Félix Gras
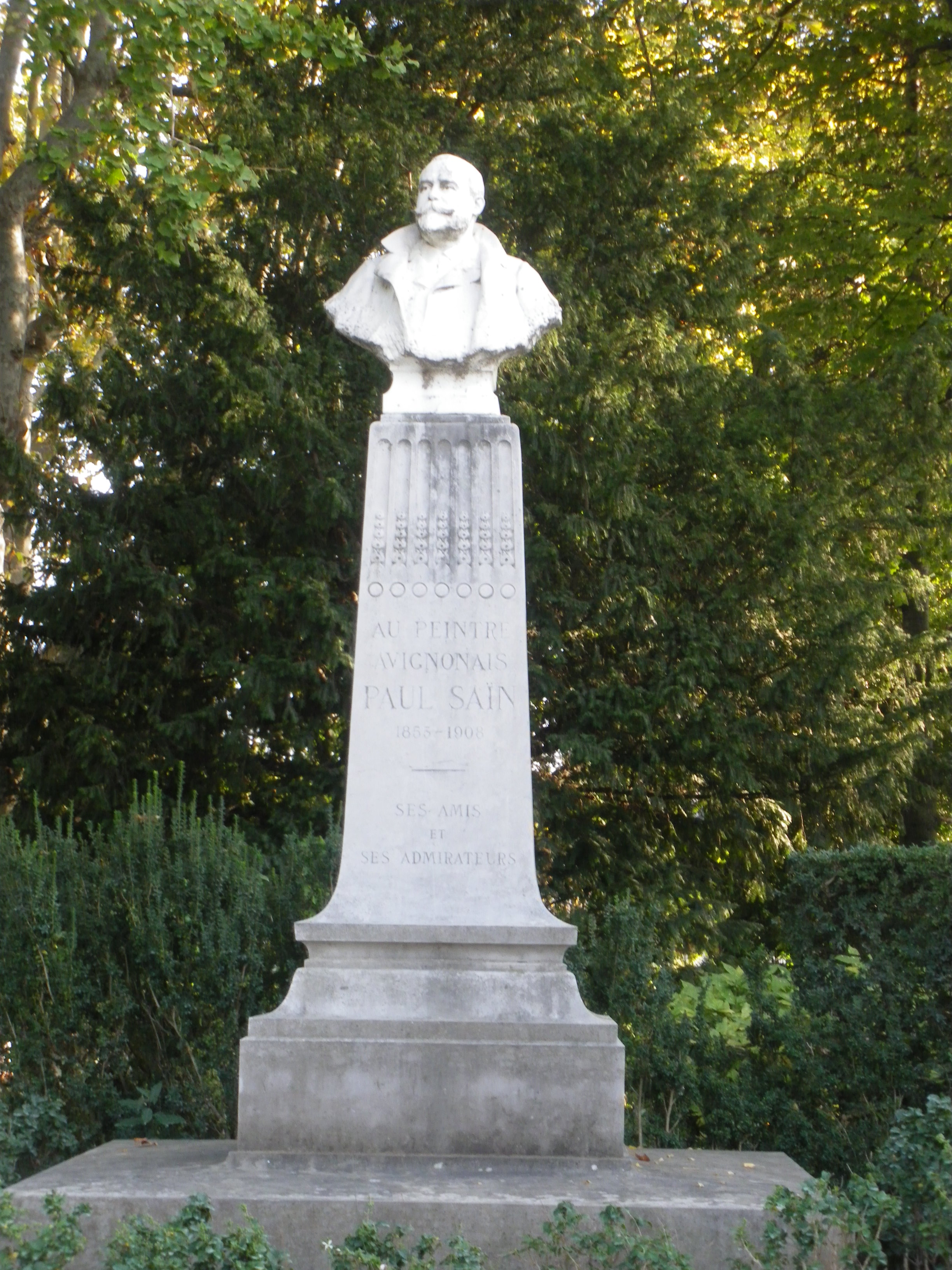
Paul Saïn
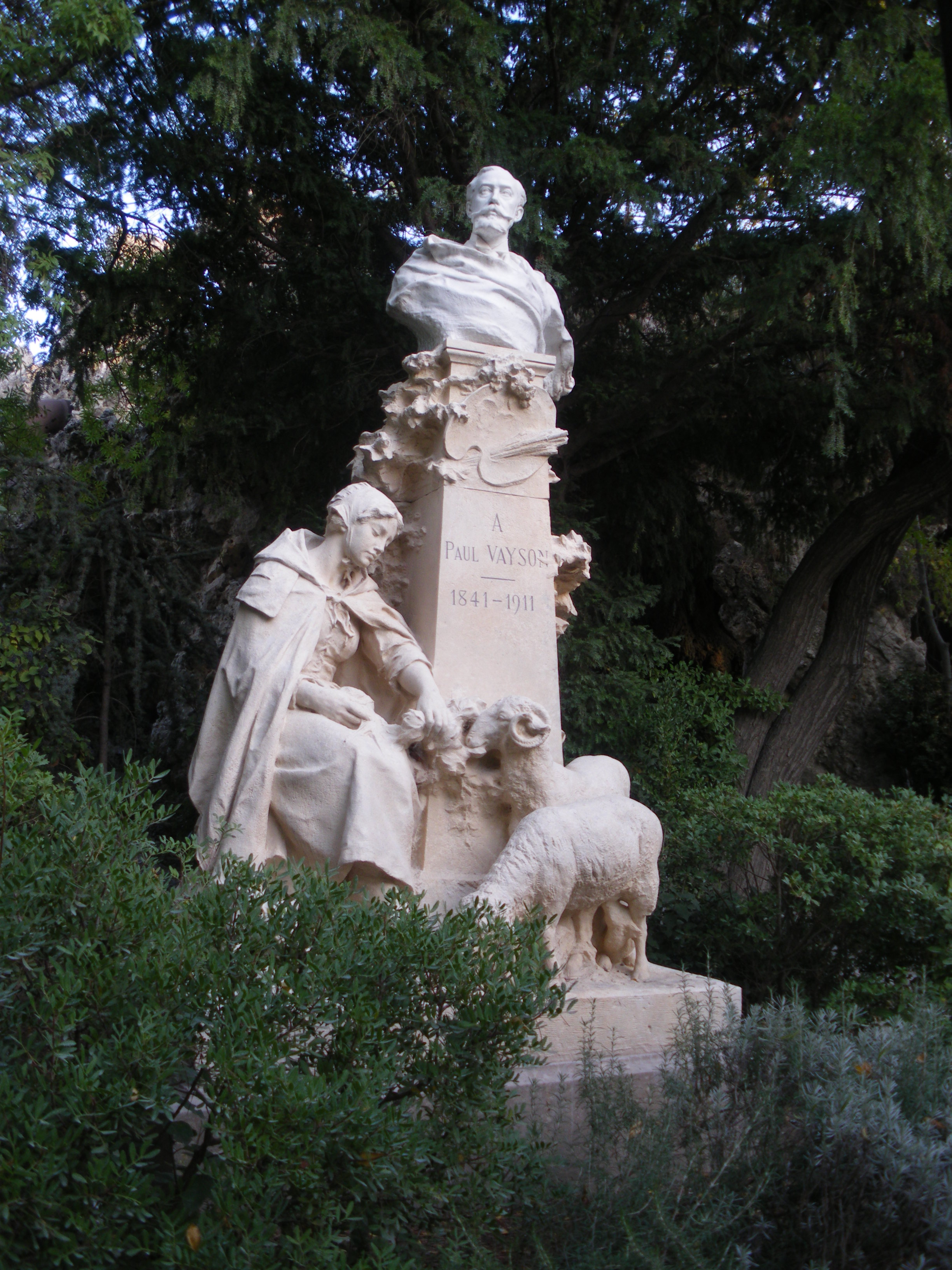
Paul Vayson